# Estación fantasma

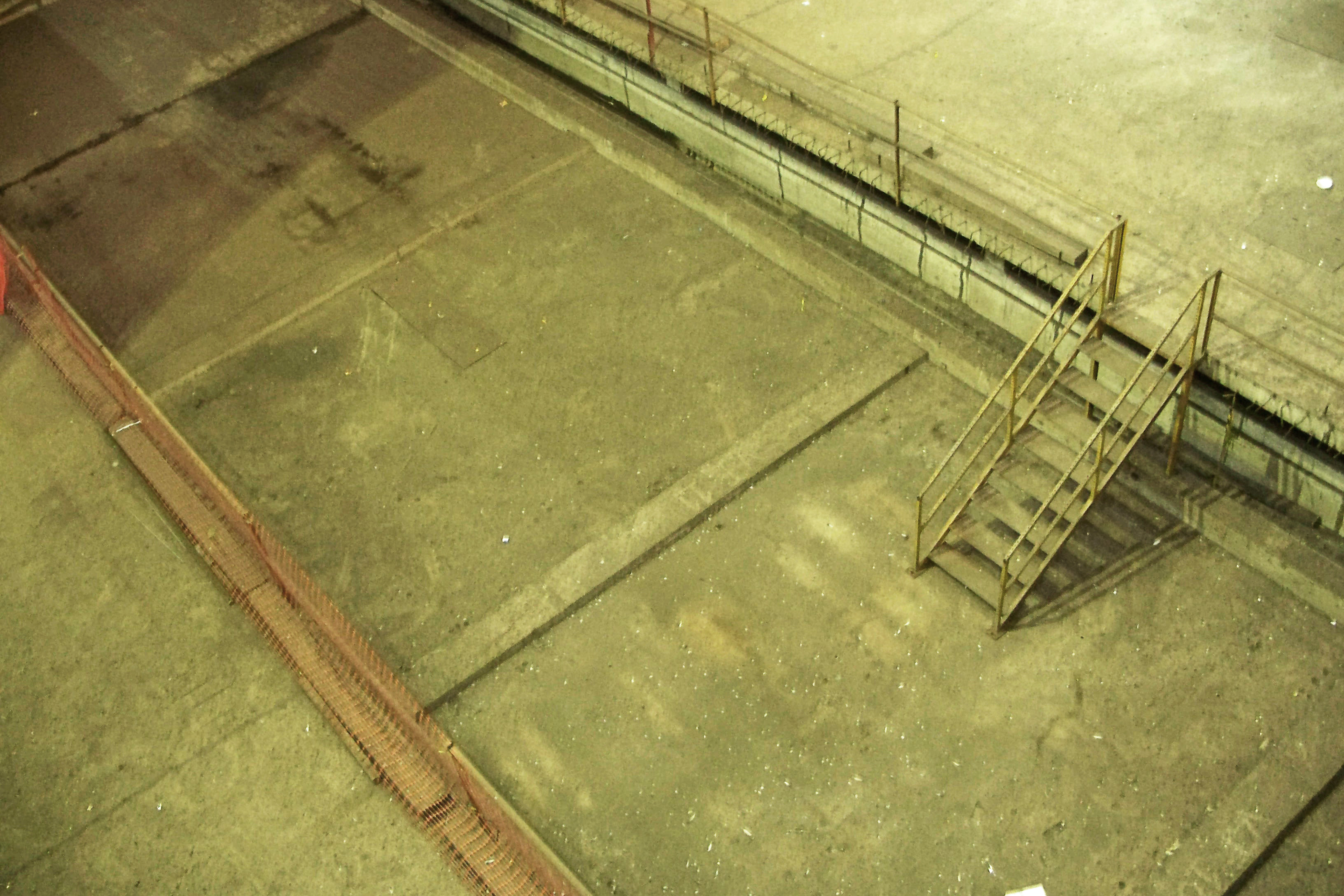
Ánden fantasma en la estación Pedro II, del Metro de São Paulo, Brasil.

Una estación fantasma es el término que suele aplicarse a las estaciones de ferrocarril fuera de uso o de servicio. Pueden encontrarse fuera de uso porque su construcción no fue finalizada o bien porque aunque estuvieron en uso en su momento, han quedado clausuradas por diferentes motivos.
Este término puede aplicarse también a estaciones que alguna vez fueron planeadas pero fueron descartadas, al efectuarse modificaciones en el trazado de la red.

## Ejemplos

### España
- Cercanías Barcelona: Vallcarca y Baricentro.
- Metro de Barcelona: Gaudí, Correos, Travessera, Ferran y Banc.Estación Banc, en Barcelona.

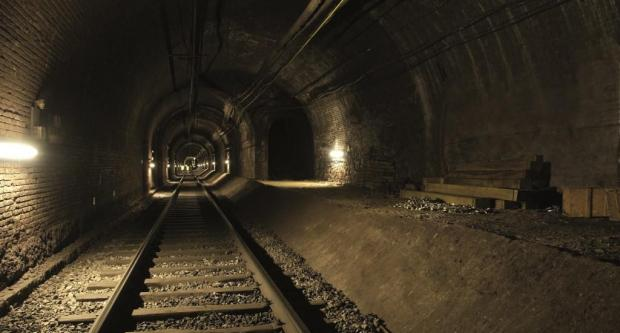
Estación Banc, en Barcelona.

- Cercanías Madrid: Seseña, Santa Catalina, El Tejar, Parque de Ocio, San Martín de la Vega,  Cercedilla Pueblo, Las Heras y los Castaños , Camorritos,  Siete Picos,  Collado Albo, Dos Castillas,  Vaquerizas, O'Donnell,
- Metro de Madrid: Chamberí (clausurada y luego convertida en museo) y Poza del Agua, La Pollina y El Vivero (no inauguradas).
- Metro Ligero de Madrid de Madrid: Prado de las Bodegas, Retamares Oeste, Ciudad Financiera Este y Ciudad Financiera Oeste (no inauguradas).
- Cercanías Valencia: Ribarroja del Turia, Manises - Aeródromo, Manises, Quart de Poblet, Chirivella - El Alter, Vara de Quart, Las Cuevas, Camporrobles.
- Metro de Sevilla: estaciones de Alameda de Hércules y Plaza Nueva, que formaban parte del abandonado proyecto de metro iniciado en los años 1970 cuyas instalaciones no se aprovecharon como parte de la red finalmente inaugurada ni en desarrollo.
- Euskotren Trena en Bilbao: Zumalakarregi.
- Cercanías Málaga: San Julián, San Andrés y Campamento Benítez.
- Metro de Málaga: La Marina (descartada antes de su construcción, actualmente se ha cambiado de sitio y se denomina Atarazanas).
- Cercanías Zaragoza: Utebo-Monzalbarba.
- Otras estaciones: Riaza, Santo Tomé del Puerto, Gascones-Buitrago, Robregordo, Aranjuez (antigua), La Acebeda, Griñón, Lozoyuela-Las Navas de Buitrago-Sieteiglesias, Garganta de los Montes, El Soldado, Geldo, Gargantilla del Lozoya, Navarredonda-San Mamés, Braojos-La Serna, La Serna del Monte, El Cerezo, Boceguillas, Campo de San Pedro, Maderuelo-Linares del Arroyo, Santa Cruz de la Salceda, Fuentelcésped-Santa Cruz de la Salceda, Villanueva de Gumiel, Gumiel de Izán, Oquillas, Bahabón de Esgueva, Fontioso-Cilleruelo de Abajo, Lerma, Villamayor de los Montes, Cogollos, Sarracín, Villagonzalo-Pedernales, Velilla de la Sierra, Arancón, Aldealpozo, Valdegeña, Villar del Campo, El Portal (Jerez de la Frontera)...

### Otras ciudades europeas
- Metro de Berlín: las estaciones que quedaron aisladas en la zona este del Muro de Berlín y que fueron cerradas durante la Guerra Fría. Actualmente, las estaciones Nürnberger Platz de la línea U3 y Französische Straße de la línea U6, abandonadas y sustituidas por nuevas estaciones de correspondencia.
- Metro de Estocolmo: Kymlinge (nunca inaugurada).
- Metro de Londres: Aldwych, Brompton Road, Down Street, Osterley & Spring Grove, Park Royal & Twyford Abbey, York Road y Old Road.
- Metro de París: Haxo y Porte Molitor (nunca inauguradas), Saint-Martin, Arsenal, Champ-de-Mars y Croix Rouge (cerradas en 1939), Cluny, Rennes y Liège (reabiertas tras largos años), y Estación de Porte des Lilas - Cinéma (reacondicionada como set de filmación).
- S-Bahn de Múnich: Olympiastadion.

### América
- Metro de la Ciudad de México: antigua estación Chabacano de la Línea 2, trasladada más al sur y Observatorio de la Línea 9 del Metro de la Ciudad de México (No inaugurada)
- Tren Ligero de la Ciudad de México: Existen andenes de un antiguo ramal inaugurado y cerrado en los años 1990's, que conectaba la estación Estadio Azteca con la estación (hoy extinta) del tranvía San Fernando (conocido en su tiempo como El Ramal de San Fernando) en Tlalpan y la antigua estación (hoy demolida y reubicada) Xochimilco de la cual solo quedaban restos de vía de lo que fue su antigua terminal antes de su cierre en 2008.
- Metro de Monterrey: Lerdo de Tejada (construida en 1991 y en funcionamiento desde 1995, tras la construcción de la línea 1 del metro).
- Metro de Santiago, Chile: Echeverría y Libertad (Yungay) cal y canto.
- Subte de Buenos Aires: Apeadero Boedo, Apeadero Carranza, San José vieja, Pasco Sur y Alberti Norte.
- Línea Belgrano Norte de Buenos Aires: Estación Raúl Scalabrini Ortiz.
- Metro de Nueva York: City Hall, antigua terminal de la línea de la Avenida Lexington.